# (1295) Deflotte
(1295) Deflotte est un astéroïde de la ceinture principale extérieure découvert le 25 novembre 1933 à l'Observatoire d'Alger par l'astronome français Louis Boyer qui le nomma du nom de famille de son neveu.

## Historique
Sa désignation provisoire, lors de sa découverte le 25 novembre 1933, était 1933 WD.

## Caractéristiques
Sa distance minimale d'intersection de l'orbite terrestre est de 2,012 260 ua.